# Turismo ecológico en el mar
Turismo ecológico en el mar o ecoturismo marino, es según la Sociedad Internacional de Ecoturismo (TIES) como "el viaje responsable a áreas marinas naturales que conserva el medio ambiente y mantiene el bienestar de la población local". Se ha vuelto popular en los últimos años gracias a la biodiversidad de los ecosistemas del mar, que además de destacarse por sus colores y paisajes, se destacan por estar en grave amenaza frente a graves problemas como la sobrepesca e inclusive el mismo turismo indiscriminado que afecta a tan delicados ambientes.

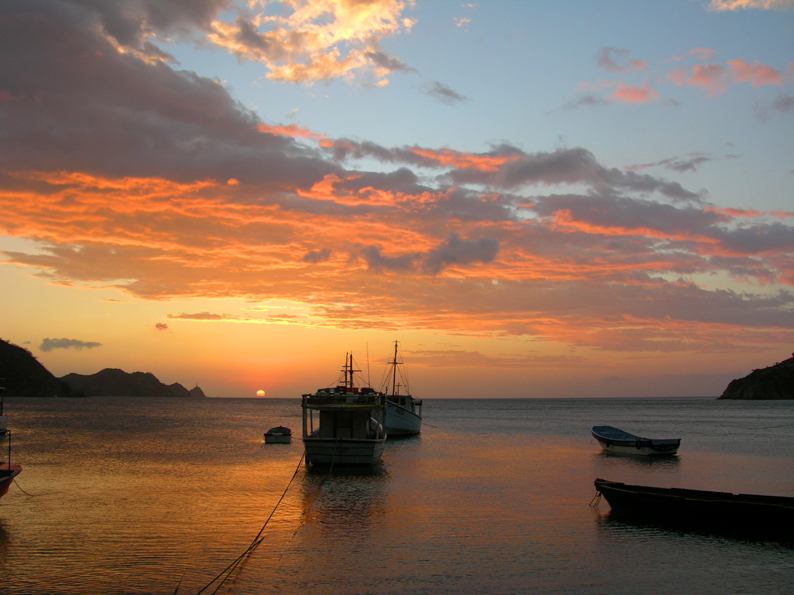
Atardecer en el pacífico colombiano

## Generalidades
Así como la Sociedad Internacional de Ecoturismo enuncia distintas bases para el desarrollo general del ecoturismo hace un énfasis en el ecoturismo marino y plantea unas sencillas pero necesarias normas que se deben cumplir de manera que este tipo de turismo se desarrolle de manera responsable. Estos son:
1. Nunca te entrometas entre un animal marino y su posibilidad de huir, te podría matar.
2. No nadar entre madres y crías.
3. No persigas a los animales, es su hábitat, tienen derecho a huir.
4. No toques a los animales marinos.
5. No hagas ruidos excesivos que puedan molestarles.
6. Nunca agobies a los animales con la excusa de obtener una foto más próxima.
7. Si observas un animal marino herido o enfermo no lo toques, avisa a las autoridades que determinaran que se debe hacer con él.
8. No tires basura, si ves algún residuo mientras observas los animales marinos recógelo, pues podría causarles algún daño.
9. No recolectes ningún tipo de "souvenir".
10. No permanezcas de pie sobre los arrecifes coralinos.
11. No acoses a los animales marinos.

De hecho estas normas son básicas para el ecoturismo marino pues las actividades como buceo, exploración y observación, navegación, avistamientos, entre otras, que los turistas pueden realizar podrían llegar a poner en riesgo a los distintos ambientes marinos, su riqueza y su biodiversidad.

## Actividades
Debido a la gran biodiversidad del mar se han propuesto distintas actividades para disfrutar de esta tanto dentro como fuera del agua, pero sin perderse de grandes espectáculos que el mar brinda. Algunos de ellos son:

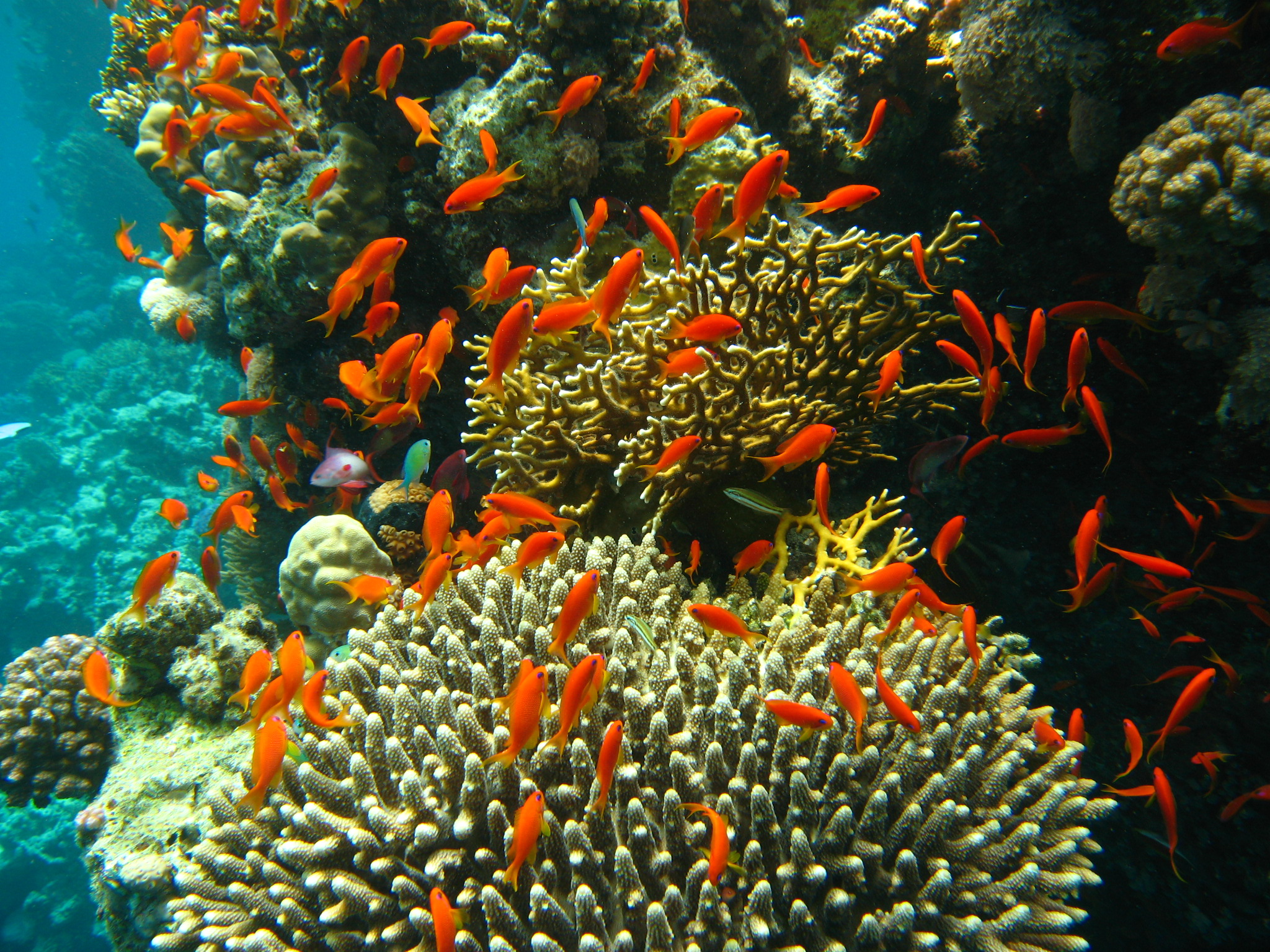
Observación de Arrecifes de Coral

### Buceo
Es una de las actividades más practicadas en el mar y según lo que se quiera realizar tiene distintas modalidades. Puede ser de modo recreacional, profesional, de investigación e inclusive de construcción. En cuanto al turismo, se promociona esta actividad como la posibilidad de los turistas de ver la riqueza de biodiversidad en el mar donde se pueden ver corales, distintas especies de animales, entre otros. Esta actividad es practicada en numerosos lugares alrededor del mundo como México, Colombia y Maldivas.

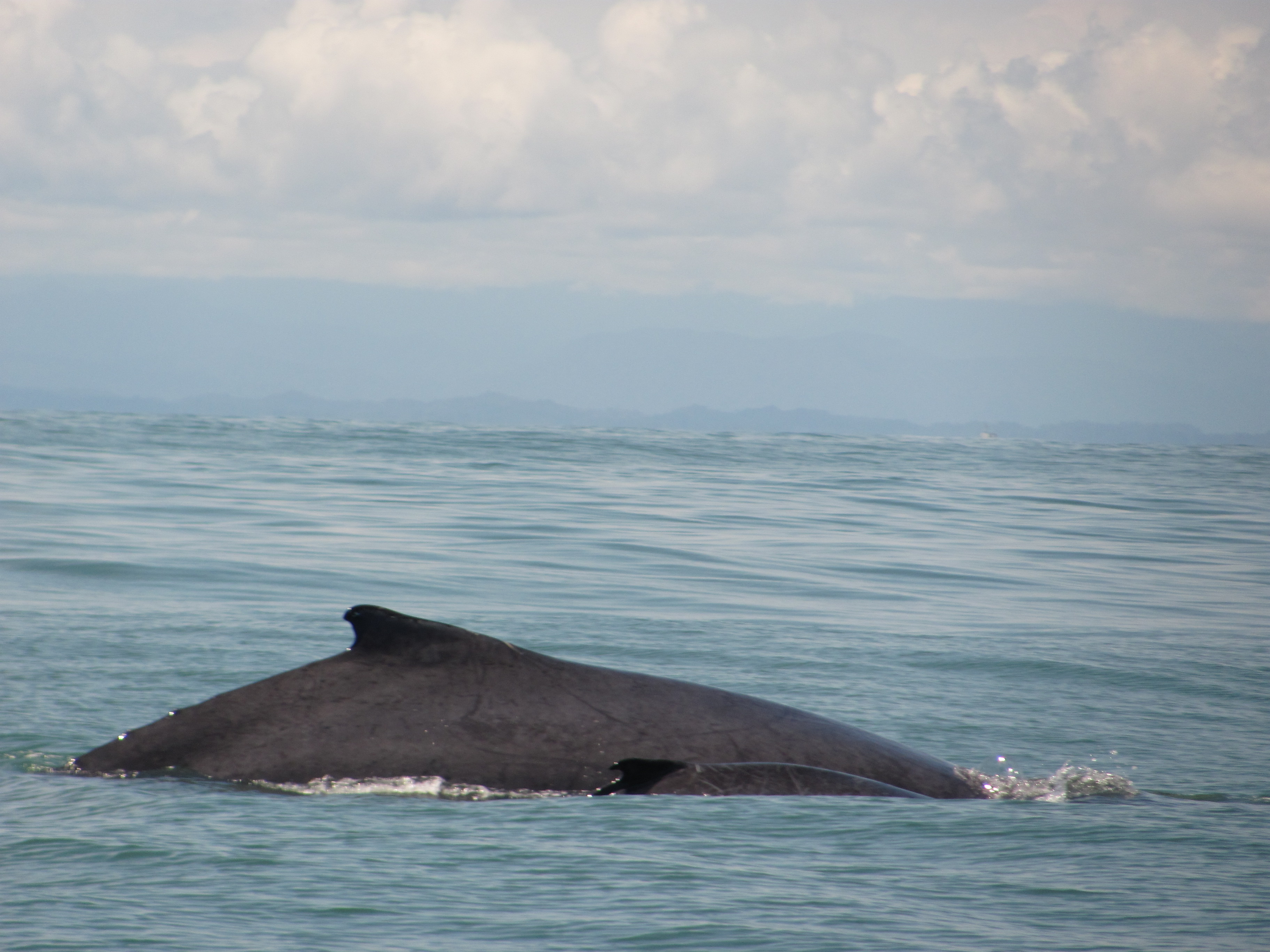
Ballena jorobada en Bahía Málaga en Colombia, donde las migraciones para el nacimiento de las crías de las ballenas se ha vuelto interés turístico

### Avistamientos
Cuando se habla de avistamientos muchas veces se relaciona con sucesos 'extraños'. No obstante, en el mar muestra otro tipo de avistamientos, el cual reúne cantidades enormes de turistas alrededor del mundo con motivos recreacionales o científicos. Los avistamientos de cetáceos tienen como fin la observación de las ballenas en su hábitat natural y se realizan desde los años 50 cuando por primera vez en San Diego (Estados Unidos) reunieron cerca de 10.000 visitantes. Para el 2000 se estima que 11,3 millones de personas participaron de esta actividad en todo el mundo.

## Sostenibilidad
Así como los ecosistemas marinos son frágiles, el turismo es un sector fragmentado y complejo. Es por este motivo que el ecoturismo marino debe estar estrechamente relacionado con el concepto de sostenibilidad y se deben plantear ciertas acciones con el fin de garantizar esto.
- Determinar las condiciones favorables al desarrollo sustentable que protejan el medio ambiente y la población en su conjunto.
- Favorecer escenarios comunales donde se propenda por la cooperación y vinculación de las poblaciones locales con la causa ambiental.
- Garantizar un seguimiento eficaz de las políticas públicas ambientales así como la participación ciudadana en la proposición de ideas nuevas.
- Favorecer un desarrollo empresarial basado en el respeto a la cultura local junto con un actuar ligado a la responsabilidad social y ambiental.

## Conflictos
Por la intención que tiene el ecoturismo de involucrar no solamente a un grupo de empresarios para convocar turistas a cierto lugar, sino también incluir el concepto de sostenibilidad en su accionar, es decir, hacer que la comunidad adyacente a donde se practique este tipo de turismo se vea involucrado en el proyecto, se da muchas veces ciertos problemas para llevarlo a cabo. Algunos de los problemas que se presentan es conflictos con la población de la región cuando tienen la visión de que solo se está explotando el recurso natural y sin embargo la retribución para su comunidad y su región es muy poca o nula. También se pueden presentar conflictos con otros grupos de interés como se da en el caso de avistamiento de cetáceos, pues la gente a favor de la protección del ecosistema y de las mismas ballenas se encuentra en un fuerte conflicto a la hora de enfrentarse con los balleneros cuya actividad económica es la base de su capacidad de ingresos, sin embargo representan un grave daño al medio ambiente.